# Pachyteria calumniata
Pachyteria calumniata là một loài bọ cánh cứng trong họ Cerambycidae.